# Matthieu Baumier
Pour les articles homonymes, voir Baumier (homonymie).
Matthieu Baumier, né le 16 mai 1968, est un romancier, essayiste, critique littéraire et poète français.
Il contribue à divers journaux, revues et magazines. Ses critiques littéraires portent essentiellement sur les littératures de genre.

## Biographie
Matthieu Baumier a passé son enfance à Bagneux, dans l'ancienne « banlieue rouge » de Paris. Il a vécu un temps au Ghana, à Accra.
Il vit actuellement[évasif] en Bourgogne[réf. nécessaire].
Il a été membre du comité de rédaction de la revue Supérieur Inconnu alors dirigée par Sarane Alexandrian.
Cofondateur avec le poète Gwen Garnier-Duguy et rédacteur en chef de la revue de poésie en ligne Recours au Poème, 2012-2016, il a édité des recueils de poésie sous forme de livres numériques.
En 2016, il codirige avec Gwen Garnier-Duguy l'anthologie de poètes contemporains Poème/Ultime recours, Recours au Poème éditeurs.
Éditeur pour les défuntes éditions À Contrario (romans), 2003-2005, cofondateur et rédacteur en chef de la revue philosophique La Sœur de l'ange, 2003-2006, il a aussi été codirecteur d'une Anthologie de l'Imaginaire en dix volumes (en compagnie du poète Paul Sanda), 2000-2001.

## Publications

### Essais
- Voyage au bout des ruines libérales libertaires, Pierre-Guillaume de Roux éditeur, 2019.
- Peter Handke, dans Réprouvés, bannis, infréquentables (Angie David dir.), éditions Léo Scheer, 2018[7].
- Vincent de Paul, biographie, collection Chemins d’éternité, Pygmalion/Flammarion, 2008 [8].
- La démocratie totalitaire. Penser la modernité post-démocratique, Presses de la Renaissance/Plon,2007 |traductions : Italie, Portugal].
- L’anti-traité d’athéologie. Le système Onfray mis à nu, Presses de la Renaissance/Plon, 2005 [traduction [9] : Italie] [10],[11]
- Secrets d'immortalité. la mort dans l'Alchimie médiévale, paru dans La mort et l'immortalité. Encyclopédie des connaissances et des savoirs, sous la direction de Frédéric Lenoir et Jean-Philippe de Tonnac, Bayard, 2004.

### Romans
- Le manuscrit Louise B, Les Belles Lettres, 2005.
- Les Apôtres du néant, Flammarion, 2002 (réédition J’ai Lu).
- Une matinée glaciale, Pétrelle, 1998[12].

### Recueils de poèmes et de nouvelles
- Le Silence des pierres, poèmes, préface de Françoise Bonardel, Nouvel Athanor, 2014.
- L’épopée des fous, récit poétique, Le Grand Souffle, 2004.
- Les bibliothèques endormies, nouvelles, À Contrario, 2004.
- Bâtiment désespoir, prose poétique, Syllepse, collection Libre espace, 2002.
- Les sourires de la faucheuse, nouvelles, éditinter, 2001.
- La fête des cendres, nouvelles, préface de Sarane Alexandrian, Rafael de Surtis, 1999.
- Souvenirs d'un œil brisé, nouvelle, Rafael de Surtis, 1999.
- Les parfaits et autres histoires, préface de Paul Sanda, 1998.

### Préfaces
- Molière, Dom Juan, Pocket, 2005.
- Edmond Rostand, Cyrano de Bergerac, Pocket, 2005.
- Emile Zola, Thérèse Raquin, Pocket, 2005.

### Choix de textes
- L’après Heidegger/Gadamer ou la lucide fin des Lumières, dans La Revue Littéraire, 2017.
- Lire en ligne des poèmes traduits dans la revue Sand n° 8, Berlin, 2014[13].
- Conan, étrange barbare, dans Les nombreuses vies de Conan, sous la direction de Simon Sanahujas, Les Moutons électriques, 2009.
- Contribution à L’Enquête sur le roman dirigée par Arnaud Bordes et Stephan Carbonnaux, Le Grand Souflfe, 2007.
- Du sang en mon âme, nouvelle, dans Tatouages, sous la direction d’Alain Pozzuoli, Les Belles Lettres, 2007.
- Salut à Alexandre Zinoviev, essai, dans La Revue des deux Mondes, décembre 2006[14].
- Interdits bourgeois, nouvelle, dans Histoires de Paris, sous la direction d’Alain Pozzuoli, Sortilèges, 2006.